# Heilig-Kreuz-Kapelle (Unterwesterheim)

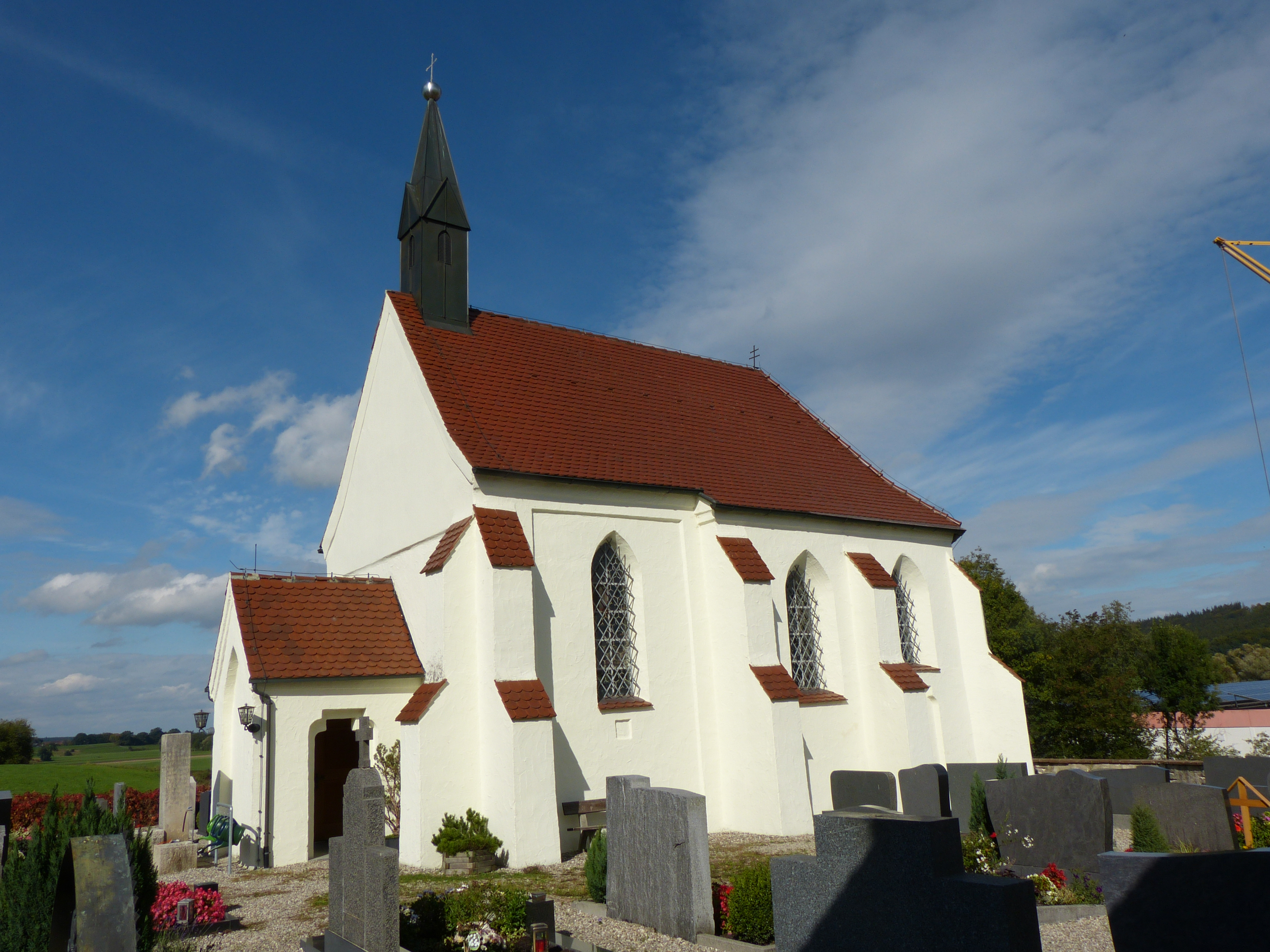
Friedhofskapelle Heilig-Kreuz in Unterwesterheim

Die römisch-katholische Friedhofskapelle Heilig Kreuz befindet sich in Unterwesterheim, einem Ortsteil von Westerheim im Landkreis Unterallgäu in Bayern. Die Kapelle steht unter Denkmalschutz.

## Geschichte
Die Friedhofskapelle Heilig-Kreuz war ehemals die römisch-katholische Pfarrkirche St. Martin und ist ein spätgotischer Bau aus dem 15. Jahrhundert. Das Langhaus wurde 1807 abgebrochen. Im gleichen Jahr wurde der dreiseitig geschlossene Chor um eine Achse in Richtung Westen verlängert und mit einer Stichkappentonne versehen. Der Dachreiter der Kapelle stammt aus dem Jahr 1843.

## Baubeschreibung
Die Kapelle besteht aus einem Chor mit zwei Fensterachsen. Der Chor verfügt über einen 3/8 Schluss. Die Decke des Chores ist ein Tonnengewölbe mit Stichkappen, welche auf Gesimskonsolen ruhen. An der Westseite befindet sich eine Empore. Außen an der Kapelle befinden sich schlichte Strebepfeiler mit Wasserschlag. Über dem Eingang an der Westseite befindet sich der Dachreiter. Der vierseitige Dachreiter ist mit einem Spitzhelm abgeschlossen. Die Vorhalle auf der Westseite ist mit einem Satteldach gedeckt.

## Ausstattung

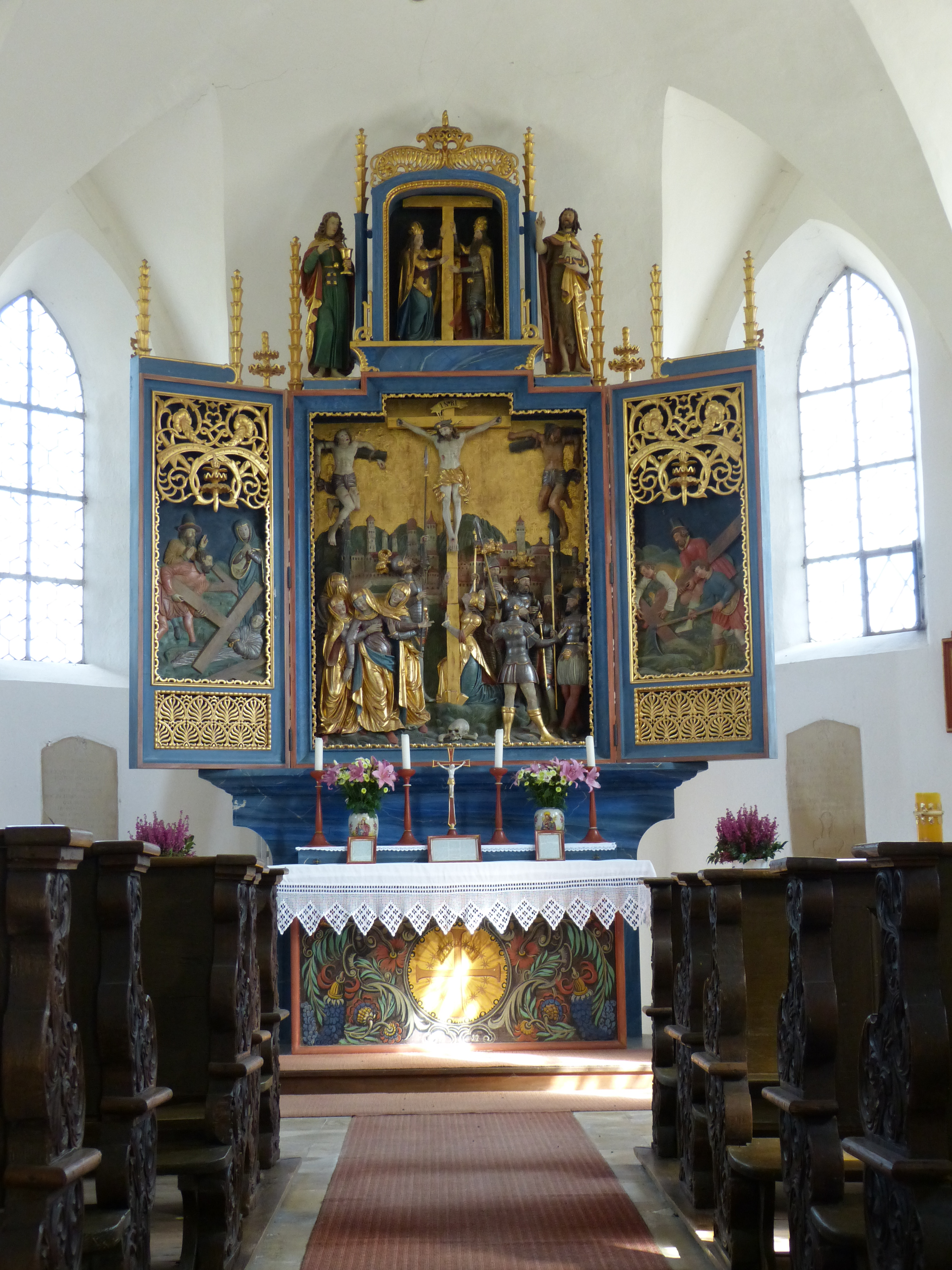
Flügelaltar der Heilig-Kreuz-Kapelle in Unterwesterheim

Der Flügelaltar in der Kapelle wurde im Auftrag des Abtes vom Kloster Ottobeuren Kaspar Kindelmann vermutlich durch den Memminger Bildhauer Thomas Heidelberger geschaffen. Eine Kreuzigungsgruppe mit zahlreichen Figuren befindet sich im Mittelschrein. Die beiden Flügel des Altares zeigen Reliefdarstellungen der Kreuzauffindung und der Kreuzesprobe. Im Auszug des Flügelaltares befinden sich Figuren der hl. Helena und des Kaisers Heraklius. Links und rechts davon befinden sich Figuren des Apostels Johannes sowie Johannes des Täufers. In der Kapelle befindet sich eine Muttergottesfigur von 1470. Diese Figur ist sowohl in Haltung wie auch in der Gewandung dem Kupferstich Madonna mit dem Maiglöckchen des Meisters ES nachempfunden. Aus der Zeit um 1600 stammen der Salvator mundi und das Relief mit der Darstellung der Anbetung der Könige. Aus dem dritten Viertel des 18. Jahrhunderts stammt das Deckengemälde der Kapelle mit der Darstellung des hl. Martin vor der Hl. Dreifaltigkeit.
In der Kapelle befinden sich mehrere Epitaphinschriften aus dem späten 18. Jahrhundert ehemaliger Pfarrer. An der Außenwand auf der Südseite befindet sich eine Epitaphinschrift von 1809.

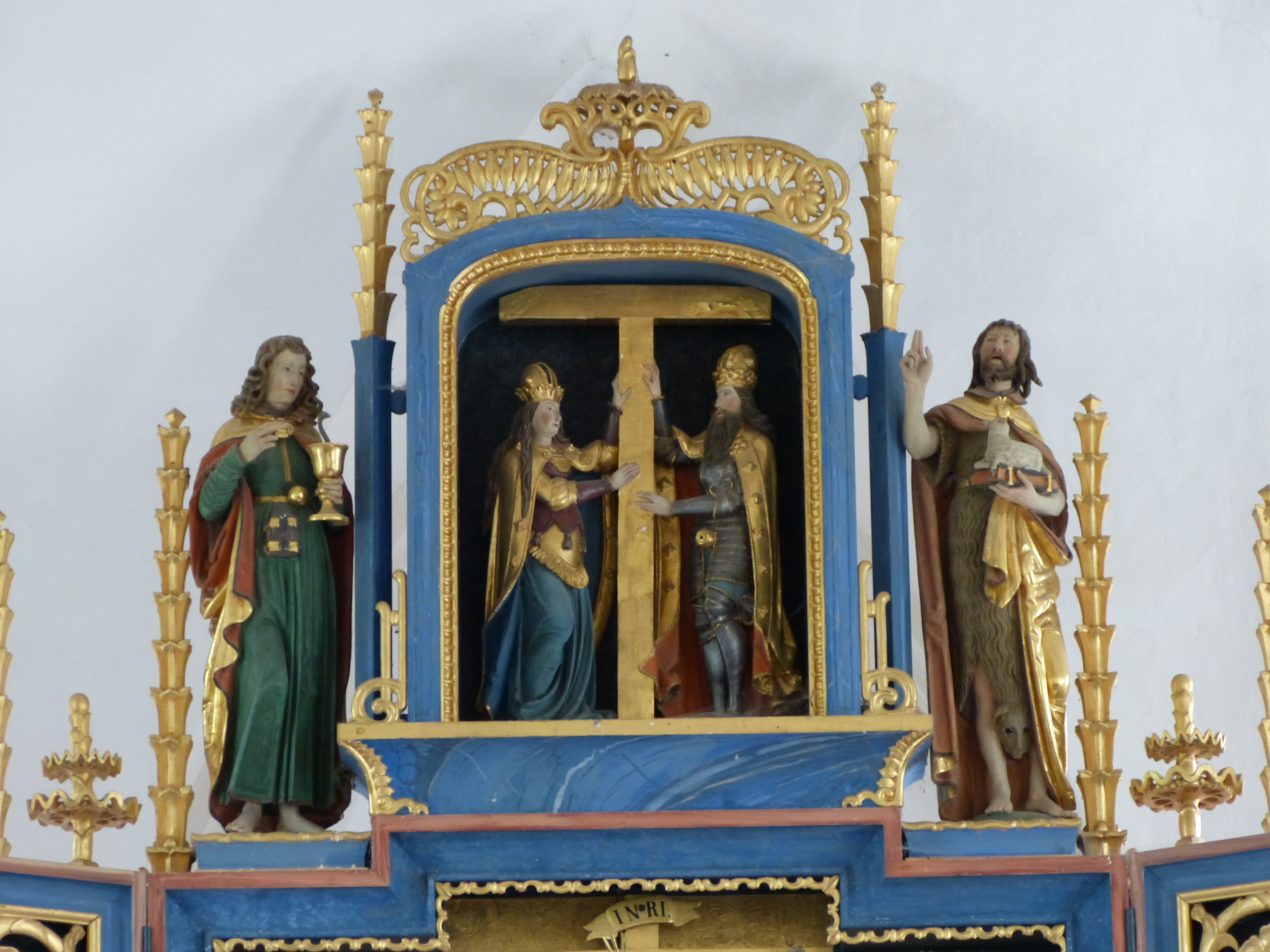
Auszug des Flügelaltares mit Figuren der hl. Helena und des Kaisers Heraklius
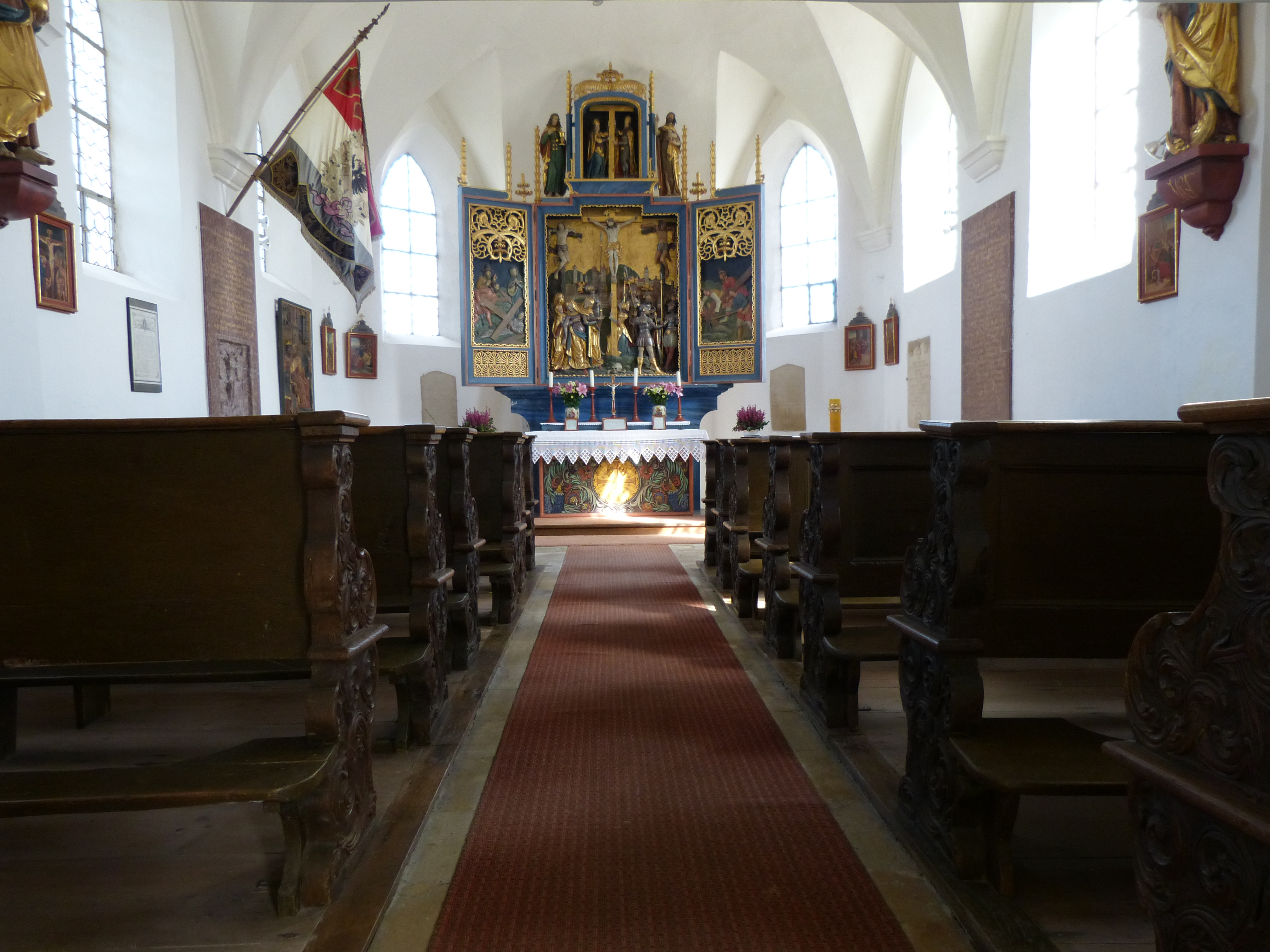
Innenansicht der Kapelle
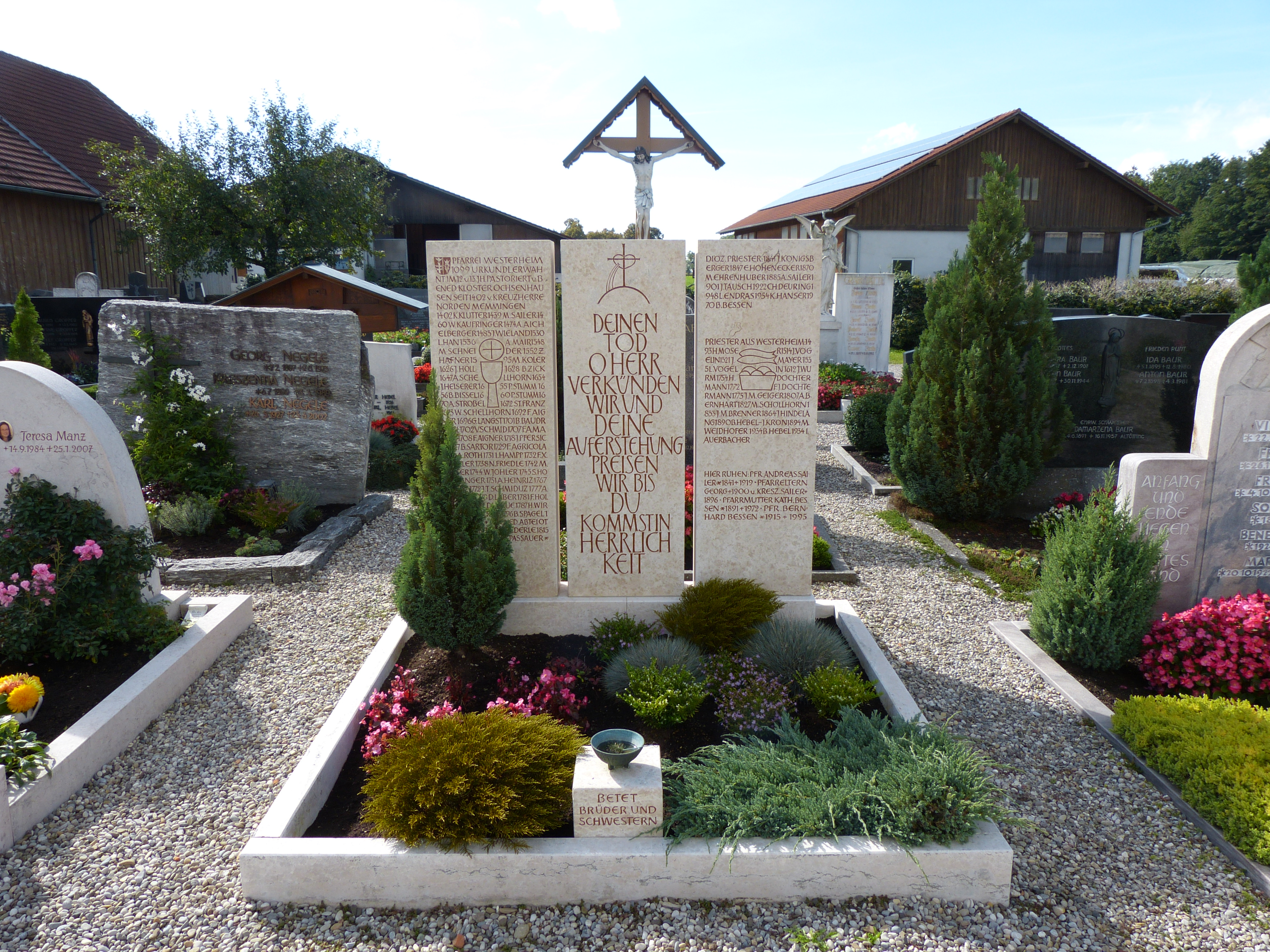
Priestergrab mit Gedenkstein